# Purakaunui (fleuve)
Le fleuve Purakaunui  (en anglais : Purakaunui River) est un cours d’eau de l’Ouest des Catlins, dans le sud de l’Île du Sud de la  Nouvelle-Zélande.

## Géographie
Il prend naissance à l’ouest de « Houipapa » et s’écoule dans l’Océan Pacifique au niveau de « Purakaunui Bay ».